# Nilobezzia punctipes
Nilobezzia punctipes är en tvåvingeart som beskrevs av John William Scott Macfie 1934. Nilobezzia punctipes ingår i släktet Nilobezzia och familjen svidknott. Inga underarter finns listade i Catalogue of Life.